# Pantalone

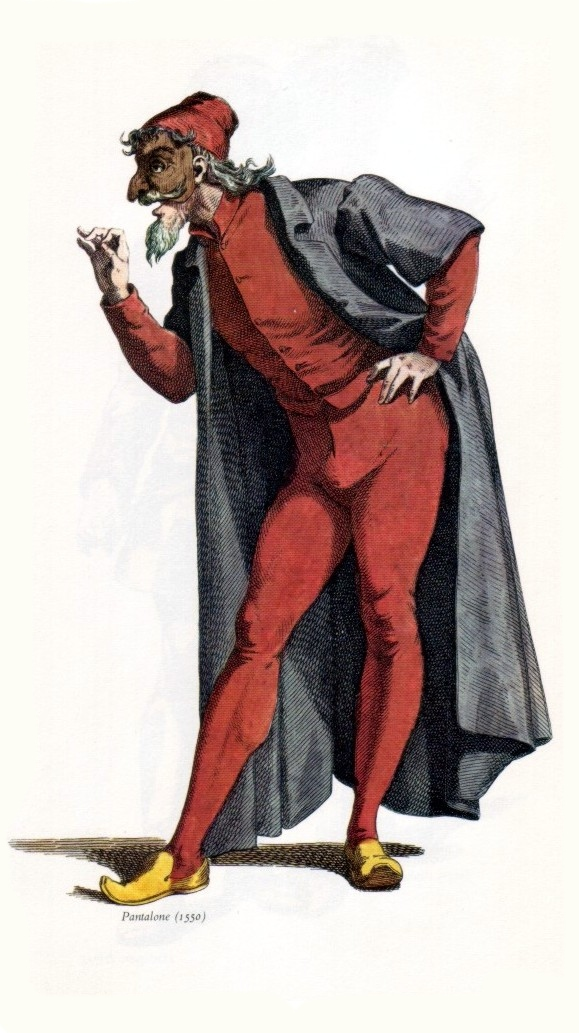
Pantalone, por Maurice Sand

Pantalone (em italiano [pantaˈloːne]), soletrado Pantaloon em inglês, é um dos personagens principais da commedia dell'arte. Seu nome completo, incluindo o sobrenome, é Pantalon de' Bisognosi, italiano para "Pantalone dos necessitados".

## Características
Pantalone se originou como parte de uma dupla mestre/servo e foi o personagem original de Il Magnifico. Carlo Goldoni, em suas memórias, nomeou Pantalone como um dos quatro personagens principais da commedia dell'arte. Entre outras coisas, Pantalone é um personagem dos venezianos; uma teoria é que seu nome deriva de São Pantaleão, um santo popular em Veneza. Outra teoria é que seu nome deriva de mercadores venezianos que se chamavam Piantaleoni. Enquanto as teorias do São Pantaleão e do leão de São Marcos são comuns, ambos são agora considerados origens improváveis, e a verdadeira origem é desconhecida. O nome Pantaloon geralmente significa "velho tolo" ou "caquético". O papel de Pantalone geralmente é falado inteiramente na língua venêta. O personagem de Pantalone é inteiramente baseado na ganância e no ego, pois ele tem o maior respeito por sua inteligência, "mas a cada passo ele se torna o alvo de todo tipo de truque concebível". Com pouco mais para ocupar seus pensamentos depois de uma vida como comerciante ou comerciante, Pantalone é a representação metafórica do dinheiro no mundo da commedia. Embora a posição social dos comerciantes possa ter mudado ao longo dos séculos, a intenção de Pantalone era garantir que ele tivesse o status que lhe permitisse se intrometer nos assuntos dos outros.
Pantalone geralmente é o pai de um dos innamorati (os amantes), outros personagens modelo comuns encontrados na commedia. Ele é levado a manter seu filho e seu respectivo amante separados. Pantalone nunca esquece um acordo e seu mérito é baseado em ações, não em palavras. Ele também é descrito como sendo mesquinho e nunca esquece ou perdoa até mesmo as menores coisas.
Pantalone é caracterizado por amar seu dinheiro e ter extremos emocionais. Com seu tratamento sinistro e muitas vezes desumano para com seus companheiros, Pantalone é visto como uma parte fundamental do espetáculo. Sua importância está representada em quase todas as produções de commedia; muitas vezes colocando-o no início da comédia. Em uma peça, muitas rotinas de zanni ou lazzi começarão com uma ação do próprio Pantalone. Pantalone é descrito como sendo muito egocêntrico para notar e interagir muito com o público, mas ele é tão alheio que serve ao mesmo propósito.
Pantalone também é apresentado como solteiro ou viúvo e, apesar da idade, faz várias "cantadas" com as mulheres do mundo da commedia e sempre é rejeitado. Devido ao seu retrato como um homem solteiro e mais velho, pode-se afirmar que Pantalone é uma representação muito unilateral da velhice. No entanto, ele é na verdade uma representação muito multifacetada das naturezas sugestivas da velhice.

### Aparência
A apresentação tradicional de Pantalone é a de um velho corcunda. Ele anda com os quadris para frente, permitindo que dê passadas maiores quando anda. A forma curvada restringe as pernas, que são dobradas e viradas na altura dos joelhos. Os pés têm os calcanhares juntos com os dedos voltados para fora. Suas mãos e pés se movem rapidamente, embora seu corpo esteja rígido e sua cabeça esteja em constante movimento. Quando ele anda, seus pés devem ser levantados mais do que ocorreria naturalmente. Pantalone se move lentamente e tem surtos de agilidade quando há muita emoção, mas é seguido por respiração asmática e respiração ofegante. Pantalone costuma ser curto e magro. Muito da comédia de Pantalone decorre do fato de que suas ações excitadas contradizem fortemente a posição senil que o ator assume. Ele frequentemente cai para trás, geralmente devido a más notícias relacionadas de uma forma ou de outra às suas finanças. Quando isso ocorre, ele costuma ser divertidamente "parecido com uma tartaruga" e costuma ficar preso nessa posição até ser ajudado. Pantalone consegue fazer todos os movimentos dos outros personagens, mas eles são muito prejudicados por causa de sua idade avançada. Nenhuma das ações físicas de Pantalone deve parecer fácil, pois a dele é verdadeiramente "a mais antiga das antigas". No conhecido discurso "todo o mundo é um palco" em Como Gostais (II, vii), de Shakespeare, Jacques descreve o penúltimo estágio da vida como "o pantalão esguio e com chinelos".

### Fantasia
O traje de Pantalone foi desenhado com a inadequação destinada a entreter comicamente. O figurino de Pantalone é caracterizado pelo uso do vermelho em quase todo o figurino. As características do traje também incluem um chapéu de estilo grego, uma jaqueta, um par de calças compridas ou calças com meias, uma jaqueta justa, um gorro de lã e um manto ou capa; também inclui um tapa-sexo proeminente ou porta-moedas estrategicamente colocado. Também inclui um roupão preto e vermelho e chinelos turcos amarelos. Durante os séculos XVI e XVII, uma espada ou adaga e um medalhão de ouro frequentemente acompanhavam a bolsa. A máscara Pantalone é uma meia-máscara com ênfase na estrutura óssea, sobrancelhas grandes e espessas, nariz longo e adunco, bigode e barba longa, pontiaguda ou bifurcada. Ele ocasionalmente é conhecido por ter óculos pontudos. Ele ocasionalmente carrega uma bengala, mas é usada mais como uma arma irritante do que uma ferramenta de caminhada real. Por causa de suas pernas magras, Pantalone é frequentemente retratado usando calças em vez de culotes (aos quais Jacques se refere como "suas meias juvenis, bem guardadas, um mundo largo demais/Para sua perna encolhida"). Tornou-se, portanto, a origem do nome de um tipo de calça chamada "pantalonas", que mais tarde foi abreviado para "pants" em inglês.